# Barycheloides
Barycheloides is een geslacht van spinnen uit de familie Barychelidae.

## Soorten
Het geslacht kent de volgende soorten:
- Barycheloides alluviophilus Raven, 1994
- Barycheloides chiropterus Raven, 1994
- Barycheloides concavus Raven, 1994
- Barycheloides rouxi (Berland, 1924)
- Barycheloides rufofemoratus Raven, 1994